# Vorstelijk Schwarzburgs Erekruis

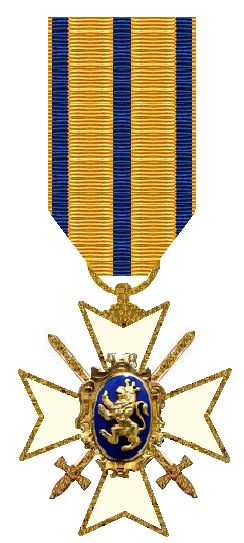
Voorzijde van het kruis, particuliere verzameling Groningen.

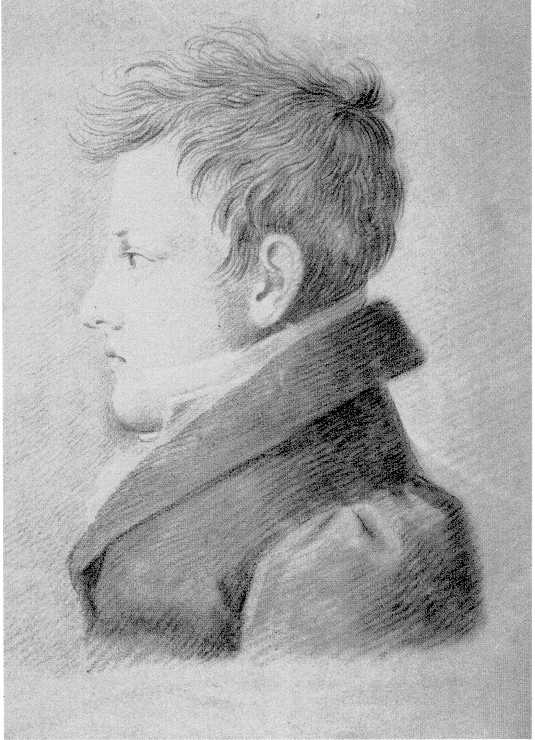
De stichters:
Friedrich Günther van Schwarzburg-
Rudolstadt

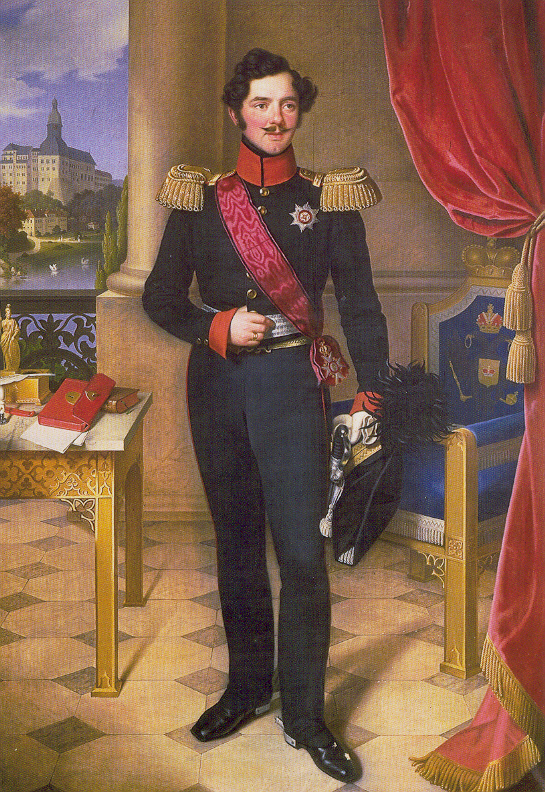
Günther Friedrich Karl II von Schwarzburg-
Sondershausen, hij draagt de Saksisch-Ernestijnse Huisorde.

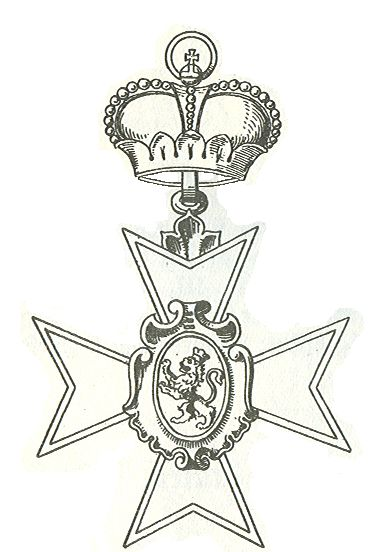
Het erekruis met vorstenkroon zoals dat door de beide Schwarzburgse vorsten en een aantal uitverkoren dragers van het Erekruis der Eerste Klasse aan een lint om de hals werd gedragen.

Het Vorstelijk Schwarzburgs Erekruis (Duits: Ehrenkreuz von Schwarzburg of Fürstlich Schwarzburgisches Ehrenkreuz) was een ridderorde van de kleine, in Thüringen gelegen, vorstendommen Schwarzburg-Rudolstadt  en Schwarzburg-Sondershausen. Het erekruis werd op 20 mei 1853 door vorst Frederik Günther van Schwarzburg-Rudolstadt ingesteld. In het vorstelijk besluit was sprake van een "Dienstauszeichnung". De onderscheiding in drie graden zou voor "trouwe dienst en als erkenning van voortreffelijke prestaties" worden verleend. Vier jaar later volgde een overeenstemming met de chef van het verwante regerende huis Schwarzburg-Sondershausen, vorst Günther Frederik Karel II van Schwarzburg-Sondershausen, waarin werd vastgelegd dat het kruis, net als het Vorstelijk Reussisch Ereteken in het naburige Reuß en de Saksisch-Ernestijnse Huisorde gedeeld zou gaan worden door de twee vorsten.
In de in Rudolstadt getekende overeenkomst wordt vermeld dat het nu van een "Dienstauszeichnung" tot "Ehrenkreuz" opgewaardeerde ereteken het "gemeenschappelijk ereteken" van de twee vorstendommen zou zijn. De twee staatjes bezaten op dat ogenblik geen ridderorde want de in de 18e eeuw gestichte Rudolstadter "Concordiën-Orden" en de eveneens Rudolstadter "Damen-Orden" waren in vergetelheid geraakt. In Sonderhausen werd sinds 1838 een "Dienstauszeichnung für Offiziere nach 20 Diensjahren" verleend.
Op 28 juni 1857 werd de onderscheiding dus een gezamenlijke orde. Ieder van de vorsten verleende de orde naar eigen inzicht maar zij lieten wel van tevoren weten weten wie zij dachten te gaan benoemen. De onderdanen van de beide vorstendommen werden in principe steeds in de IIIe klasse benoemd voordat zij een hogere onderscheiding konden ontvangen. De benoemingen brachten geen voorrechten zoals "Hoffähigkeit" of adeldom met zich mee. Er was ook geen pensioen aan het bezit van deze kruisen verbonden.
De beide vorsten zijn vaak met het Erekruis der Ie Klasse om de hals geschilderd en geportretteerd. Na de instelling van de zwaarden hebben zijn de kruisen met zwaarden gedragen. Van een ereteken dat hun waardigheid als grootmeester of hoofd van het gemeenschappelijk erekruis aanduidde is geen sprake geweest. Er bestond ook geen dameskruis voor de vorstinnen en prinsessen uit het vorstelijk huis.
Men rekent het ereteken tot de ridderorden al is er geen grootmeester en geen riddergraad.

## De geschiedenis van het Erekruis
De erekruisen hebben van 1853 tot 1918, het jaar waarin Günther Victor van Schwarzburg, de laatste vorst van beide inmiddels in personele unie verenigde vorstendommen aftrad, gefunctioneerd als orde van verdienste, huisorde en militaire onderscheiding voor dapperheid, langdurig dienstverband en verdienste in vredes- en oorlogstijd. In het 19e-eeuwse Duitsland werd nog geen strikt onderscheid gemaakt tussen de orden van verdienste van een staat en de dynastieke orden.
Het gezamenlijke Schwarzburgse Erekruis is vergeleken met de grote orden van andere Duitse staten met hun sterren en kostbare ketens een eenvoudige onderscheiding. Deze bescheidenheid past ook bij de grootte van de twee vorstendommen die ieder ongeveer 80 000 inwoners hadden.
De achterzijde van de kruisen van Schwarzburg-Rudolstadt en Schwarzburg-Sonderhausen verschillen want zij dragen de met een vorstenkroon gekroonde monogrammen "FC" en "GFC" van de vorsten Friedrich Günther en Günther Friedrich Carl II.
De erekruisen werden in vijf graden, de zogenaamde "Stufen", verleend. In 1871 werden voor het eerst zwaarden aan de orde verbonden. In Schwarzburg-Rudolstadt werd op 21 oktober 1870 bepaald dat het erekruis voor dapperheid in oorlogstijd en voor verdienste "in het oog van de vijand" met gekruiste zwaarden zou worden verleend. Schwarzburg-Sondershausen nam deze bepaling pas op 14 april 1871 over.
De in Duitsland gangbare praktijk dat aan in vredestijd bevorderde dragers van een kruis met de zwaarden "zwaarden aan de ring" zouden worden verleend werd in de beide vorstendommen niet nagevolgd.
In 1873 werden gouden en zilveren medailles aan het ereteken verbonden.
Op 21 augustus 1914 werd de zwaardbepaling, in de vredesjaren waren er geen kruisen met de zwaarden toegekend, door Vorst Günther Victor, sinds het uitsterven van de lijn Schwarzburg-Sondershausen in 1909 regeerde hij de beide vorstendommen in een personele unie, voor de drie hogere graden én de later toegevoegde vierde klasse hersteld c.q. ingesteld.
Op 19 januari 1915 werden de eikenbladeren,(Duits: "Eichenbruch"), toegevoegd. Zij werden voor verdienste voor de oorlogsinspanning, niet noodzakelijkerwijs aan het front aan de dag gelegd, verleend. Men droeg deze distinctie die in zilver en goud bestond, boven het kruis. In de bladeren werden de jaartallen 1914, 1915, 1916 en 1917 geslagen.
Vorst Gunther Victor deed, als laatste van de Duitse vorsten en koningen, op 23 november 1918 in Rudolstadt en op 25 november in Sondershausen afstand van zijn troon. Daarmee kwam ook een einde aan het Vorstelijk Schwarzburgs Erekruis. Een erfgenaam, de uit een morganatisch huwelijk van Friedrich Günther von Schwarzburg-Rudolstadt stammende Prinz Sizzo von Leutenberg, had de orde "jure sanguines" als huisorde kunnen toekennen. Het huis Schwarzburg is in 1971 ook in deze mannelijke lijn uitgestorven.

## De graden
- Erekruis der Ie Klasse

Dit gouden of verguld zilveren erekruis met wit geëmailleerde armen werd aan een lint om de hals gedragen. Er waren ook kruisen met kroon, gouden zwaarden of beide. Er is ook ten minste één kruis met briljanten verleend. In 1915 werden vergulde en gouden kruisen met eikenbladeren en jaartallen verleend. Ook dit kruis werd met of zonder kroon toegekend.
De vorsten van Schwarzburg-Sonderhausen hebben het erekruis ook met briljanten en met kroon en briljanten uitgereikt.
- Erekruis der IIe Klasse

Dit gouden of verguld zilveren erekruis met wit geëmailleerde armen werd aan een lint op de linkerborst gedragen. Er waren ook kruisen met kroon, gouden zwaarden of beide. In 1915 werden vergulde en gouden kruisen met eikenbladeren (de "Eichenbruch") en jaartallen verleend. Ook dit kruis werd met of zonder kroon toegekend. Typisch Duits zijn de erekruisen met de jubileumgetallen "50" en "60" die ter gelegenheid van jubilea werden uitgereikt.
- Erekruis der IIIe Klasse

Dit zilveren kruis heeft een geëmailleerd medaillon maar niet geëmailleerde armen. Het erekruis werd aan een lint op de linkerborst gedragen. Er waren ook kruisen met gouden zwaarden. In 1915 werden kruisen met eikenbladeren en jaartallen verleend. Typisch Duits zijn de erekruisen met de jubileumsgetallen "50" en "60" die ter gelegenheid van jubilea werden uitgereikt. Op kruisen der derde klasse komen geen kronen voor.
- Erekruis der IVe Klasse

Dit geheel zilveren kruis werd in 1873 aan de orde toegevoegd en heeft een niet geëmailleerd medaillon en niet geëmailleerde armen. Het erekruis werd aan een lint op de linkerborst gedragen. Er waren ook kruisen met zilveren zwaarden. In 1915 werden kruisen met eikenbladeren en jaartallen verleend. Typisch Duits zijn de erekruisen met de jubileumsgetallen "50" en "60" die ter gelegenheid van jubilea werden uitgereikt. Op kruisen der vierde klasse komen geen kronen voor.
- Eremedailles (Duits: "Fürstlich Schwarzburgische Ehrenmedaillen")

De eremedaille werd aan het lint van de orde op de linkerborst gedragen. Er zijn gouden, verguld zilveren, zilveren en "oorlogsmetalen" medailles die tijdens de Eerste Wereldoorlog verguld en verzilverd werden uitgereikt. Sommige medailles dragen het jubileumsgetal "50" of "60" en ook de eikenbladeren werden in goud of zilver boven de medailles gedragen.

## Het erekruis
Het erekruis is een achtpuntig kruis van Malta met in het midden een ovale cartouche met daarin de afbeelding van een gouden klimmende leeuw. De keerzijde draagt een monogram.
Het lint is goudkleurig met drie hemelsblauwe strepen.

## De dragers
De latere veldmaarschalken Gerd von Rundstedt, voor 1914 onderscheiden met de derde klasse zonder de zwaarden, Gotthard Heinrici en Günther Blumentritt, beiden onderscheiden met de derde klasse met de zwaarden, droegen het Vorstelijk Schwarzburgs Erekruis.